# Sergo Sutyagin
Sergo Mixaylovich Sutyagin (* 23. Februar 1937 in Moskau; † 28. Juli 2021 in Taschkent) war ein usbekischer Architekt. Er war Träger des Staatspreises der Usbekischen SSR, benannt nach Hamza (1966), des Staatspreises der Republik Usbekistan in den Bereichen Literatur, Kunst und Architektur, benannt nach Alisher Navoi, sowie weiterer Auszeichnungen.

## Leben
Während des Krieges wurde er nach UsSSR evakuiert und lebte von 1941 bis 1945 mit seiner Mutter in Samarqand und ab 1946 in Taschkent. Von 1954 bis 1960 studierte er am Zentralasiatischen Polytechnischen Institut und schloss 1960 das Architekturdepartement der Bauabteilung ab. Im selben Jahr trat er in das Projektinstitut Uzgosproekt ein (seit 1972 ''O'zshaharsozlik Liti'' ). Er arbeitete als Chefarchitekt für Projekte und später als Leiter des Architekturbüros.
Er starb im Jahr 2021 an den Komplikationen, die durch COVID-19 verursacht wurden.

## Hauptwerke
- 1964 – Panoramakino / Palast der Künste (ehemals Alisher Navoi Kino Palast)[3][4]. In Zusammenarbeit mit Vladimir Berezin (Projektleiter von 1961-1962), Yuri Khaldeev, Dmitry Shuvaev und unter Beteiligung von Olga Legostaeva.
- 1972 – Denkmal "Аисты" (Bildhauer Yuri Kiselev). Chirchiq (Usbekistan).
- 1975 – Gedenk-Chaykhana "Самарканд". Taschkent (Usbekistan)[5].
- 1975 – Haus des Alltags. Khiva (Usbekistan).
- 1976 – Kleiner Saal im Palast der Künste. Taschkent (Usbekistan)[6].
- 1980 – Verwaltungs- und Gemeindezentrum. Khiva (Usbekistan). In Zusammenarbeit mit S. Ponomarev und unter Beteiligung von Yu. Klipikov und B. Lozinsky[7].
- 1981 – Hotel. Xiva (Usbekistan).
- 1983 – Museum der Geschichte von Khwarazm benannt nach Al-Khwarizmi und Al-Biruni. Khiva (Usbekistan).
- 1984 – U-Bahn-Station "Проспект космонавтов". In Zusammenarbeit mit Sergey Sokolov. Taschkent (Usbekistan).
- 1984 – Kinokonzertsaal für 2300 Personen. Duschanbe (Tadschikistan)[8]. Bei der Entwicklung des Projekts waren Olga Legostaeva (Mitautorin der Projektvorgabe von 1965-1967) sowie die Architekten R. Niyazaliyeva, Sergey Sokolov und Sergey Romanov beteiligt.
- 1987 – Musikalisch-dramatisches Theater. Kokand (Usbekistan). Beteiligt waren die Architekten N. Sokoropova, Sergey und Andrey Sokolov, Sergey Romanov und Grigory Zavyalov[9].
- 1987 – Verwaltungsgebäude des Regionalen Komitees der Kommunistischen Partei Usbekistans. Khiva (Usbekistan).
- 1989 – Hamza-Museum. Kokand (Usbekistan).
- 1990 – Überdachtes Sport- und Erholungsbad. Nukus (Karacalpakstan/Usbekistan).
- 1991 – Denkmal für Al-Khwarizmi (Bildhauer Spartak Babayan). Khiva (Usbekistan).

## Filmographie
- 2018 – Berlin – Akkurgan – Klaus Kestlin
- 2021 – Melonenduft in Samarkand – Architekt im Ruhestand (die Rolle wurde von Sergei Kajumowitsch Schakurow geäußert)[10]